# Евдокија Кади
Евдокија Кади (грч. Ευδοκία Καδή; 27. фебруар 1981) је кипарска певачица која је представљала Кипар на Песми Евровизије 2008, са песмом Femme Fatale. Елиминисана је у другом полуфиналу 22. маја и због тога се није пласирала у финале.
Певачку каријеру започела је 2001. године на Универзитету на Кипру. Од тада је учествовала на многим концертима на Кипру и у иностранству, заједно са неколико грчких и кипарских певача и извођача. Она је такође члан CyBC оркестра.
Након наступа на Евровизији, Кади је у августу отишла у Грчку где је наступила са Никосом Коуркоулисом, у ноћном клубу Посејдон. Планирала је да изда свој деби албум у децембру 2008.

## Дискографија
| Наслов       | Година | Албум             |
| ------------ | ------ | ----------------- |
| Фатална жена | 2008   | Не-албумски сингл |